# Heimerzheim
Heimerzheim är en ort med 6 137 invånare (2012) i den tyska delstaten Nordrhein-Westfalen. Den är del av Swisttal kommun i Rhein-Sieg-Kreis. Heimerzheim var en kommun fram till 1 augusti 1969 när den uppgick i Swisttal.
Byn omnämns första gången i skrift 1074.